# Phorbia sanctaebarbarae
Phorbia sanctaebarbarae este o specie de muște din genul Phorbia, familia Anthomyiidae, descrisă de Griffiths în anul 1996. Conform Catalogue of Life specia Phorbia sanctaebarbarae nu are subspecii cunoscute.